# Brachirus orientalis
Brachirus orientalis és un peix teleosti de la família dels soleids i de l'ordre dels pleuronectiformes que es troba a les costes del Mar Roig, Golf Pèrsic, oest de l'Índia, Sri Lanka, Malàisia, Xina i nord d'Austràlia.